# Pradamano
Pradamano (Pradaman en friulano) es una población de 3.552 habitantes en la provincia de Údine, en la región autónoma de Friul-Venecia Julia.

## Geografía

### Demografía
| Gráfica de evolución demográfica de Pradamano entre 1861 y 2001 |
|                                                                 |
| Fuente ISTAT - elaboración gráfica de Wikipedia                 |

- Datos: Q53315
- Multimedia: Pradamano / Q53315

1. ↑  Worldpostalcodes.org, código postal n.º 33040.
2. ↑  «Codici Catastali». Comuni-italiani.it (en italiano). Consultado el 29 de abril de 2017.